# El Carmen de Viboral
El Carmen de Viboral es un municipio de Colombia, localizado en la subregión Oriente del departamento de Antioquia. El Carmen de Viboral es conocido como la Cuna de la cerámica artesanal pues en el lugar hay varias fábricas productoras de cerámica con muy buena reputación.

## Toponimia
La hacienda donde comenzó la población recibió el nombre de El Carmen, sobre el cual una versión indica que, debido a la devoción a esta virgen, y otra versión, por la belleza del paisaje que recordaba a los colonos españoles los jardines o Cármenes de Granada, en España.
Lo de "El Viboral" es, al parecer, debido a las serpientes que abundaban en la margen derecha del río Cimarronas.

## Historia
Carmen de Viboral fue fundado el 13 de abril de 1752. lnicialmente, sus fundadores establecieron una hacienda de recreo o lugar de descanso que recibió el nombre de Carmen, en el que construyeron una capilla.
Carmen de las Cimarronas fue poblado por colonos, labradores, jornaleros, indígenas y esclavos que se dedicaban a la agricultura, la ganadería, la explotación de los bosques primitivos.
Sus primitivos pobladores fueron los indígenas tahamíes de la tribu de los indios Quiramas.
En 1787 se trajo desde Quito la imagen de Nuestra Señora del Carmen y considerando el aumento de los pobladores, se solicitó la erección en Parroquia para El Carmen. En 1807 fue concedida la categoría de parroquia con el nombre de Nuestra Señora del Carmen de Viboral. Con la parroquia le fueron asignados los primeros límites; desde ahí se le reconoció un territorio propio.
Se considera por tradición, aunque no se conoce acto administrativo sobre la erección civil del Distrito Parroquial, que El Carmen inició su vida con administración propia en 1814.

## Geografía
El municipio de El Carmen de Viboral se encuentra localizado en la cordillera central de los Andes, en el Valle de San Nicolás al oriente del departamento de Antioquia. El municipio posee tres pisos térmicos, su altitud varía entre los 800 m y los 3000 m s. n. m., lo que permite toda clase de cultivos tales como: fríjol, papa, maíz, aguacate, tomate de árbol, mora, legumbres, hortalizas, plantas aromáticas y flores de calidad exportación. 
Cabecera municipal
La cabecera municipal de El Carmen de Viboral es un asentamiento de tipología lineal que se originó en el cruce de caminos que de La Ceja conducía a El Santuario y de La Unión a Rionegro. Ella se situó sobre la margen izquierda del río Cimarronas, siguiendo el valle en sentido longitudinal norte-sur.
Los ejes estructurantes de dicho asentamiento fueron desde un comienzo las carreras 30 y 31, vías que enmarcan la plaza principal. Posteriormente se conformaron las calles 29 y 30 como elementos secundarios de la estructura. Actualmente el municipio viene recuperando su sistema de corredores viales los cuales se encontraban en atraso debido a la poca inversión en infraestructura, igualmente se recupera el espacio público con nuevos proyectos urbanísticos detonantes para el uso público.

### Límites municipales
Carmen de Viboral está delimitado por los siguientes municipios
| Noroeste: Rionegro, Marinilla (Río Cimarronas) | Norte: El Santuario | Nordeste: Cocorná |
| Oeste: La Ceja, La Unión                       |                     | Este: Cocorná     |
| Suroeste: Abejorral                            | Sur: Sonsón         | Sureste: Sonsón   |

## División Político-Administrativa
Su Cabecera municipal tiene un trazado en damero tradicional, pero a través de los desarrollos urbanos posteriores se da un crecimiento lineal de norte a sur. 

### Corregimientos
Carmen de Viboral tiene bajo su jurisdicción varios centros poblados, que en conjunto con otras veredas, constituye los siguientes corregimientos:
| Corregimiento | Centros Poblados         | Veredas |
| Aguas Claras  | - Aguas Claras           | El Cerro, El Salado, Guamito, La Milagrosa, La Sonadora, Quirama, Samaria, Santa Ana.                                                             |
| Alto Grande   | - La Aurora              | Aldana, Alto Grande, Cristo Rey, La Aurora, La Palma, Las Garzonas, Rivera, Viboral.                                                              |
| La Chapa      | - Campoalegre - La Chapa | Betania, Boqueron, Camargo, Belen-Chaverras, Guarino, San Jose, San Lorenzo.                                                                      |
| La Esperanza  |                          | Corales, El Ciprés, La Esperanza, San Vicente. |
| La Madera     |                          | La Florida, La Linda, La Madera, Las Acacias, Mazorcal, Vallejuelito.                                                                             |
| Santa Inés    |                          | Dosquebradas, El Brasil, La Aguada, La Represa, Mirasol, Morros, Palizada, Santa Inés.                                                            |
| Santa Rita    |                          | Agua Bonita, El Cocuyo, El Estio, El Porvenir, El Retiro, El Roblal, La Cascada, La Cristalina, La Encimada, La Honda, Santa Rita, Santo Domingo. |

## Símbolos

### Himno
El Himno a Carmen de Viboral es un canto a los atributos de nuestro pueblo. Se basa en la trilogía que sirve de lema al escudo de armas "Dios, Patria y Trabajo". En el coro y en las estrofas se destacan las virtudes del pueblo carmelitano, la feracidad de sus tierras, el procero linaje, la fuerza creadora, la labrosidad de sus gentes y sus sentimientos religiosos y patrióticos.
Letra escrita por Alberto Acosta Tobón y música compuesta por Sixto Arango Gallo.

### Bandera
La Bandera del Carmen de Viboral fue adoptada en 1961 en bodas de oro del Colegio Nuestra Señora del Carmen.
Está compuesta por tres franjas: dos blancas, una arriba y la otra abajo; en el medio, una de color café de un tamaño igual a la suma de las otras dos. El blanco representa pureza, integridad, obediencia, vigilancia, firmeza, elocuencia, vencimiento, inocencia, blancura y virginidad. El color café es por el fervor de los carmelitanos a su patrona la Virgen del Carmen, en cuyo honor se adoptaron los colores. No se debe confundir esta bandera municipal con la bandera de la Virgen que sólo tiene dos franjas: blanca arriba y café abajo.

### Escudo
El Escudo del Carmen de Viboral es el emblema heráldico que representa al municipio. El cuerpo del escudo tiene forma de cruz como firmeza en la fe religiosa; un escapulario de la Virgen del Carmen como devoción a la Patrona; una cruz dorada sobre fondo rojo para enfatizar la fe religiosa; una estrella dorada sobre el fondo verde, símbolo del sentimiento patriótico; herramientas de trabajo sobre fondo verde, reconocimiento a los campesinos por su vocación agrícola y amor a la tierra; cafetera dorada sobre plato dorado, en fondo rojo, homenaje a los ceramistas por su osadía para desarrollar la bella industria del barro. Los colores significan:
- Café: Amor a la Virgen del Carmen.
- Amarillo: Oro y riqueza más espiritual que material.
- Rojo: Valentía, ardor patriótico.
- Verde: Esperanza.

El escudo se compendia en el trípode característico de los carmelitanos: "Dios, Patria y Trabajo", lema ubicado en la parte inferior del listado dorado que rodea el escudo.

## Demografía

### Etnografía
Según las cifras presentadas por el DANE del censo 2005, la composición etnográfica del municipio es:
- Mestizos & blancos (97,2%)
- Afrocolombianos (2,8%)

## Política
La máxima autoridad administrativa y política del municipio carmelitano es su alcalde. Desde 1988 es elegido por votación popular, con el sistema de mayoría simple, para un periodo de cuatro años. Desde entonces ha sido alcalde del municipio desde 2024 hasta 2027 Hugo Alfonso Jiménez Cuervo.
Su concejo municipal está conformado por 13 corporados con una vigencia constitucional de cuatro años, siendo esta vigencia la comprendida entre 2024-2027. 

## Cultura

### Festival Internacional de teatro "El Gesto Noble"
Fundado en el año 1993 por el grupo Teatro Tespys, es una festividad representativa del municipio, de gran reconocimiento a nivel regional, nacional e internacional en el cual se realizan actividades en torno al teatro y las diversas manifestaciones de las artes vivas.
Este encuentro se ha llevado a cabo anualmente desde 1993 (menos en los años 1994, 1995 y 1998) y durante los días que ocupa, generalmente la segunda semana del mes de julio, se generan espacios para el reconocimiento de la cultura entre la comunidad carmelitana y para el goce de montajes teatrales, circenses, dancísticos y musicales de los diversos invitados que ponen pie en El Carmen de Viboral.

### Fiestas de la Loza
El periódico Juventud promovió en el año de 1947 la celebración por primera vez de las Fiestas de la Loza, pero en ese año tuvieron que ser aplazadas por el estado incipiente en el que se encontraba su preparación, además de la falta de las Sociedad de Mejoras Públicas que es la que se encargaba de la organización de este tipo de fiestas en otras municipalidades. Sin embargo, ellas se realizaron por primera vez en el año de 1975. Desde el año de 1991 se han efectuado en simultánea con la Clásica de Ciclismo, con ello se pretende no dejar desaparecer las fiestas populares.

### Festival "Viboral Rock"
El Festival Víboral Rock -Bandas y Cultura Rock-, es una propuesta de promoción, difusión y circulación artística que nace en el año de 2005 en el municipio de El Carmen de Viboral para dinamizar la vida musical en el ámbito local, regional y nacional y para consolidarse como una estructura de apoyo para la difusión del género Rock una festividad realizada cada año en donde el rock es exaltado por el municipio

### Festival "Carnavalito"
El Carnavalito de Música Andina y Latinoamericana es un espacio cultural que rescata los sonidos andinos destacados en países como Ecuador, Perú, Chile y Bolivia, como también en la región sur de Colombia.
Diversas agrupaciones y comparsas (regionales, nacionales e internacionales) participan de este festival, incluyendo grupos locales que a través de los años han hecho de El Carnavalito un evento propio de la localidad, haciendo reconocimiento a los rituales y tradiciones musicales de los Andes latinoamericanos.

### Costumbres
El uso del tiempo libre de los Carmelitanos a finales del siglo XIX y principios del XX consistía principalmente en las riñas de gallos y las carreras de caballos que eran los principales espectáculos públicos. Aunque en la actualidad aún se ven las peleas de gallos clandestinamente, más que carreras de caballos, se ven las cabalgatas, donde participan propios y provenientes de otros municipios cercanos.
Además se hacía corridas de toro por el sector los ángeles, anteriormente la feria.

## Economía
Tradicionalmente la economía de El Carmen de Viboral se ha basado en la agricultura, en el comercio y en la industria cerámica.
A través de la agricultura se obtienen productos como la papa, maíz, fríjol, zanahoria, yuca, tomate, lechuga, col, cebolla, mora, Fresa, Uchuva y otras frutas propias del clima, además de productos que no constituyen alimento tales como el cabuya y las flores convirtiéndose este último como el producto más representativo de la actividad agropecuaria y principal fuente de empleo que se halla dentro del municipio.
El sector comercio es bastante representativo en la economía que apuntan a la satisfacción de la demanda local por medio de la venta de artículos domésticos representada en supermercados, tiendas, almacenes, talleres de reparación, discotecas, bares, almacenes tecnológicos, restaurantes, cafeterías, billares, cacharreras, depósitos para la construcción, entre otros. 
Anteriormente, la industria de la cerámica era la principal fuente de empleo en el municipio. Sin embargo, tras un periodo de crisis la cerámica se ha convertido en un producto representativo de las tradiciones y de la cultura carmelitana, llegando al punto de ser reconocida como una artesanía colombiana, que es consumida por muchos de los habitantes de El Carmen y por algunos de los visitantes, logrando darle un reconocimiento a nivel nacional e internacional y promoviendo el renacimiento de la demanda y por lo tal, el de la producción de cerámica en el municipio.
Hay una creciente actividad turística que atrae a personas que por lo general son de municipios cercanos y de la ciudad de Medellín, que buscan conocer el municipio, sus paisajes y atractivos naturales además de acercarse más a la tradición ceramista. 
En el ámbito laboral, la débil presencia industrial en el territorio obliga a que la gran mayoría de la población económicamente activa deba buscar una fuente de empleo en las diversas actividades económicas que se llevan a cabo en la municipalidad, o bien, buscar una fuente de empleo en municipios aledaños donde hay una mayor presencia industrial.
La ciudad cuenta con importantes centros de investigación y educación, como el cibercentro de la Universidad de Antioquia, la sede de la Universidad de Antioquia Seccional de Oriente, la Escuela Nacional de Cerámica "Instituto Técnico Industrial Jorge Eliécer Gaitán", el Parque Tecnológico de Antioquia y el Instituto de Cultura de El Carmen de Viboral, entre otros.
Típicos de la población son las arepas de chócolo y los quesos, además de dulces y otros platos antioqueños como la bandeja paisa.

## Patrimonio histórico artístico y destinosecológicos
- Fábricas de cerámica

- Fincas campestres

- Instituto de Cultura

- Centro de Convenciones. Llamado Recinto de Quirama, es un lugar imponente y famoso en todo el país, donde se han desarrollado "tanques de pensamiento" de gran calibre y eventos de todo tipo; además está situado en medio de un paisaje verde que encanta.

- Parque Lineal El Pórtico. En forma de media luna, en el que hay muestras de vajillas propias de la región.

- Cementerio. Tiene zonas verdes, jardines y diferentes tipos de árboles, tales como pinos y palmeras. Es un lugar grande y se encuentra a orillas de la carretera que lleva hacia el municipio de Rionegro. La entrada conduce a un templete con cúpula roja y una cruz en la parte superior. Usualmente es muy poco visitado y está encerrado por unas rejas y puertas en hierro inaccesibles sin la autorización del encargado de su cuidado.

- Parque La Alhambra. Es un parque miniatura rodeado de zonas verdes. Cuenta con sillas en madera, lámparas coloniales, un monumento a La Mujer - cargando un niño- y otro a la Virgen del Carmen con la frase latina: "Refugium peccatorum ora pro nobis"; además una placa que reza: "A la memoria del virtuoso hombre de Dios, presbítero Ruperto de Jesús Betancur, honra y paz de su pueblo carmelitano. El Carmen de Viboral 1 de noviembre de 1982.

- Caída El Picacho. Caída de agua de 13 m de altura del Río Cocorná. Sus aguas son claras, transparentes y frías.

- Casa de la Cultura Sixto Arango Gallo. Es la entidad promotora de la diversidad cultural del municipio, las artes, las letras y todas las manifestaciones, rasgos distintivos, espirituales, materiales, intelectuales y emocionales de la comunidad carmelitana. Es patrimonio cultural material e inmaterial, por la belleza, tradición y arquitectura de la edificación y por la labor histórica de formación, promoción y fomento de la actividad cultural local en diálogo con otras culturas

- Monumento a Simón Bolívar. Esta escultura está sobre una base de piedra y mármol y tiene dos placas que dicen: "El que abandona todo por ser útil a la patria no pierde nada y gana cuando ésta le consagre". Bolívar 1814 - 1989.  El Carmen de Viboral, 175 años de perpetuo testimonio a los paladines de la libertad y forjadores de la municipalidad. 11 de noviembre de 1989, Sociedad de Mejoras Públicas". La otra dice: "El Concejo Municipal, período 2001 - 2003, rinde tributo de reconocimiento a sus fundadores en conmemoración de los 250 años de vida de El Carmen de Viboral, diciembre de 2003".

- Cultura a la Cerámica. Está ubicada en la Institución Educativa Campestre Nuevo Horizonte, zona Sur del municipio, vereda la Chapa; allí se encuentra uno de los patrimonios más importantes de El Carmen de Viboral, como son: Hornos de barro donde se quemaba la loza. (Antigua Fábrica Júpiter).

### Templo parroquial

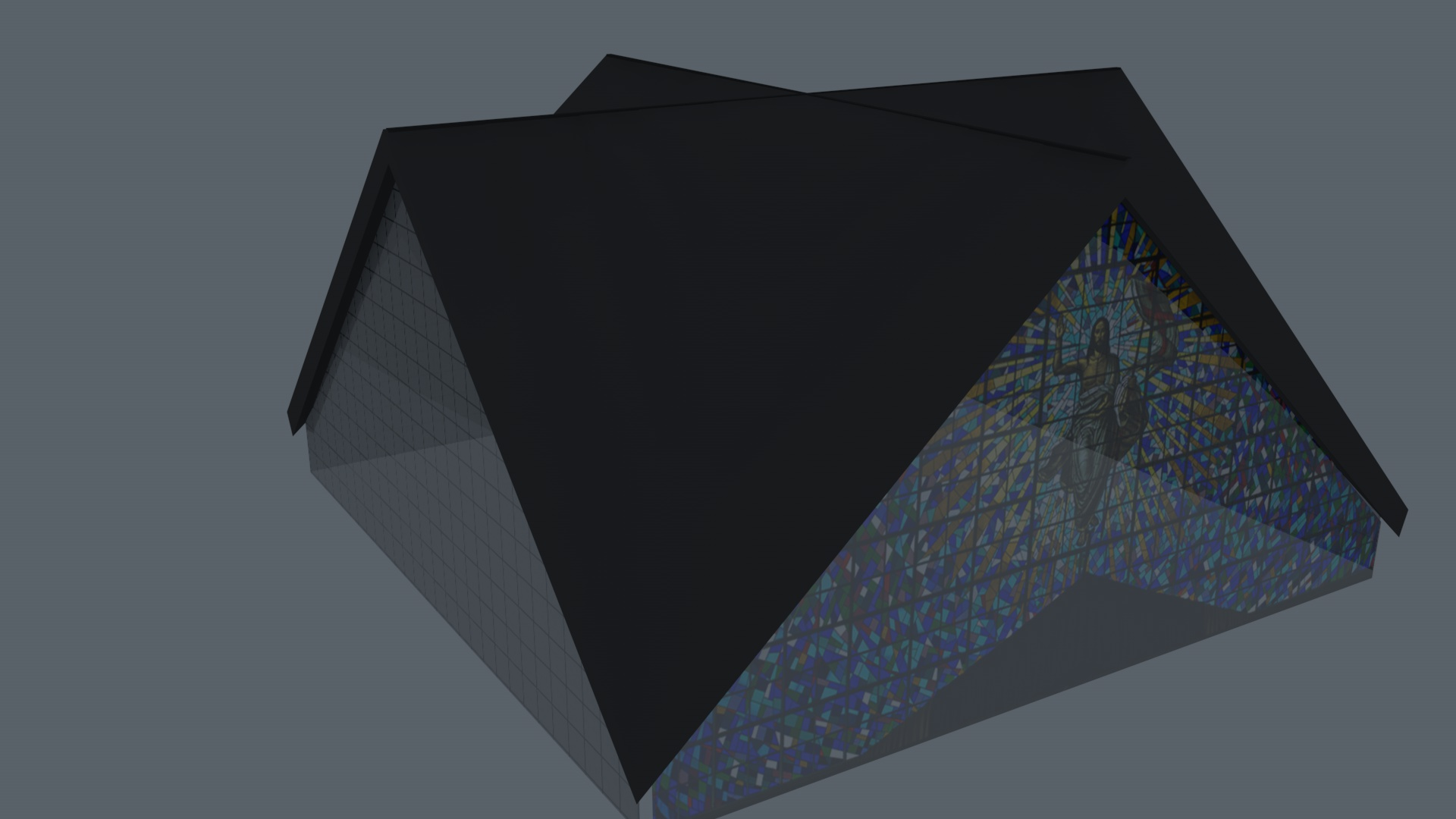
Render de la estructura geométrica de la cúpula del templo Nuestra Señora del Carmen – El Carmen de Viboral.

La construcción del templo actual se empezó en 1964 por el párroco Mario Ángel, pues el frente del templo anterior fue seriamente afectado por los terremotos de 1961 y 1962. A raíz del sismo ocurrido en 1962 se decidió la demolición del templo parroquial pues las torres habían resultado afectadas y se tenía en mente la construcción de un nuevo templo de estilo moderno, estructura antisísmica y con capacidad para seis mil personas.
Para su construcción se constituyó una junta pro-templo que buscaba la manera de financiar la obra con suscripciones de bonos familiares y aportes de la colectividad. La edificación se adelantó con lentitud pues los cimientos antisísmicos resultaron bastante costosos, lo que produjo nuevos desencuentros entre la parroquia y la comunidad, y la salida de dos párrocos. La obra negra fue concluida en la última década del siglo XX.
La obra se realizó de oriente a occidente (de atrás hacia adelante), así los trabajadores demolían la parte trasera del templo y construían la nueva mientras se celebraban los oficios eucarísticos en la parte delantera. Cuando se concluyó la parte trasera, pasó a ser el lugar de las eucaristías y se pasó a realizar la parte delantera y frontal del Templo.
Este templo es de moderna arquitectura antisísmica y está ornamentado con artísticos y monumentales vitrales y mosaicos en cerámica. Las columnas centrales y el camarín están enchapados en mármol de Alicante, España, y los muros con lujosa piedra bogotana. La cúpula principal posee cuatro vitrales triangulares en sentido vertical, unidos por una cúpula con cuatro cascos romboidales (ver imagen), del que parten cuatro techos de diferentes longitudes, compuestos por paraboloides hiperbólicos. 
Su torre de 33 m de altura está dotada de un reloj electrónico de cuatro caras y de un campanario eléctrico automatizado que produce una melodía específica cada 15 minutos. Allí se plasma la artística imagen de vestir de la advocación mariana del Carmen.

## Movilidad
- Ruta 1: Autopista Medellín Bogotá (Medellín-Belén-Rionegro-El Carmen)
- Ruta 2: Santa Elena (Medellín-Santa Elena-Aeropuerto José María Córdova-Rionegro-El Carmen)
- Ruta 3: Las Palmas (Medellín-Rionegro-El Carmen)
- Ruta 4: El Santuario-El Carmen
- Ruta 5: La Ceja-El Carmen
- Ruta 6: La Unión-El Carmen

- Distancia al municipio de Rionegro: 10 km
- Distancia al municipio de Santuario: 12 km
- Distancia al Aeropuerto José María Córdova: 25 km
- Distancia a La ciudad de Medellín: 54 km